# Dąbrowa (Kielce)

Dzielnice i osiedla Kielc, Dąbrowa ma na mapie nr 20

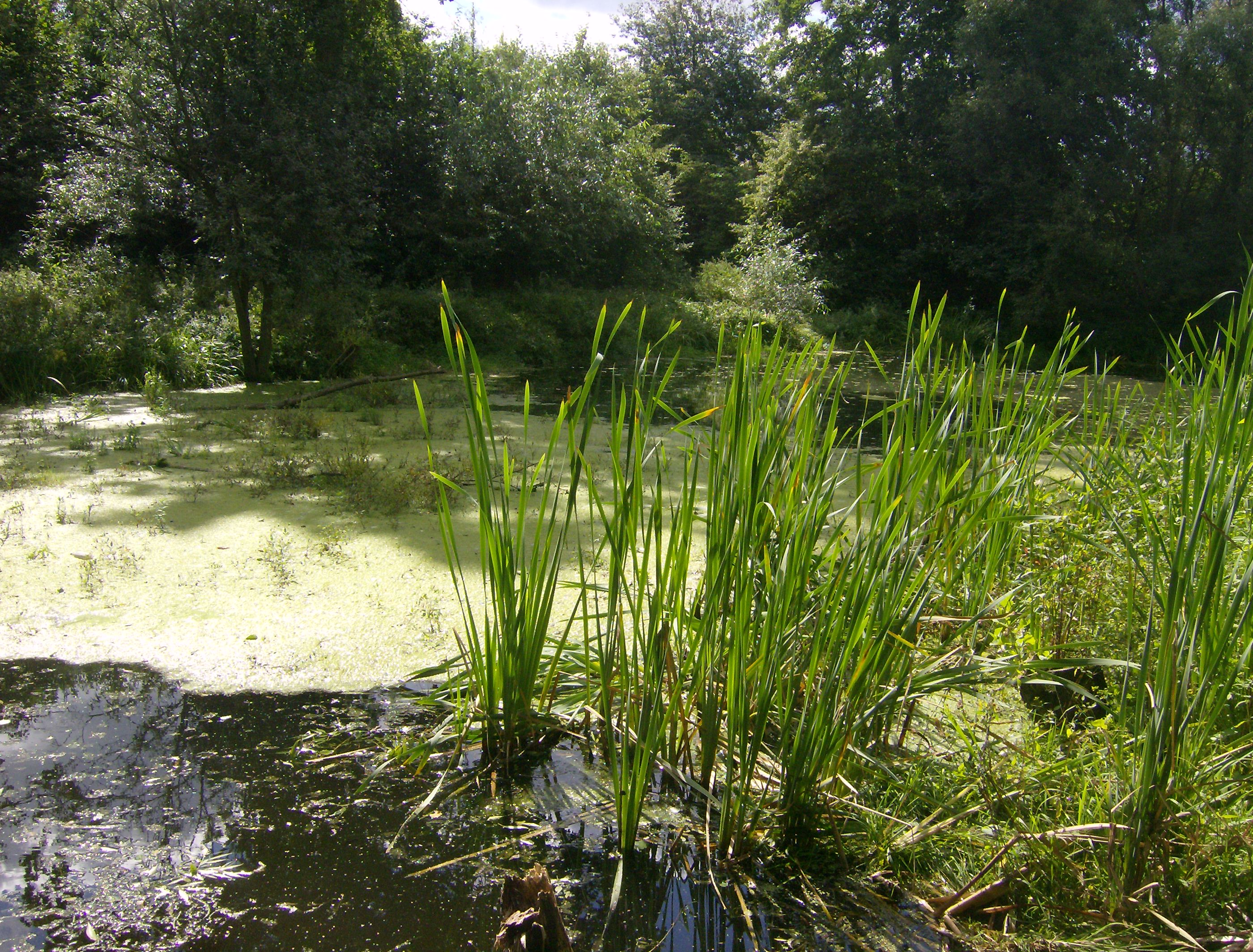
Oczko wodne na terenie planowanego skweru

Dąbrowa – północno-wschodnia część Kielc  licząca ok. 3,5 tys. Na część Dąbrowy należącej bezpośrednio do miasta składają się mniejsze skupiska osadnicze, takie jak: Stara Góra, Podstefaniec, Stara Wieś, Kozi Lasek, POM i Osiedle Dąbrowa, z czego to ostatnie zamieszkuje największa liczba mieszkańców. Historyczna Dąbrowa obejmowała także Dąbrowę w południowo-zachodniej części gminy Masłów. 

## Położenie geograficzne
Dąbrowa leży w Paśmie Masłowskim, pomiędzy górami: Wierzejską (375 m n.p.m.) a Domaniówką (418 m n.p.m.). Większość budynków znajduje się w dolinie rzeki Silnicy oraz na osiedlu Dąbrowa położonym na południowym stoku góry Wierzejskiej.
Przez Dąbrowę przechodzi  żółty szlak spacerowy wokół Kielc oraz  Główny Szlak Świętokrzyski im. Edmunda Massalskiego z Gołoszyc do Kuźniaków. Część Dąbrowy wchodzi w skład Kieleckiego Obszaru Chronionego Krajobrazu głównie z uwagi na przepływającą przez nią rzekę Silnicę.
Dąbrowa (część kielecka) graniczy:
- od północy: gm. Masłów (Dąbrowa Łąki)
- od południa: os. Na Stoku
- od wschodu: gm. Masłów (Dąbrowa Kolonia)
- od zachodu: Sieje, ogródki działkowe „Zacisze” przy os. Związkowiec, gdzie granicę wyznacza ul. Karczunek.

## Obiekty użyteczności publicznej
W Dąbrowie znajduje się kościół parafialny pod wezwaniem NMP Matki Kościoła (ul. Północna), zabytkowa drewniana kaplica o konstrukcji zrębowej z 1866 r. po renowacji oraz kościół parafialny pod wezwaniem św. Antoniego Padewskiego (ul. F. Smuglewicza).
Na rogu ul. Warszawskiej i Szybowcowej zlokalizowana jest Szkoła Podstawowa nr 4, którą miasto planuje przenieść do nowej placówki projektowanej na osiedlu Dąbrowa po 2011 roku. Po przeciwnej stronie szkoły, przy ul. Północnej znajduje się boisko sportowe, służące do celów treningowych dla tutejszego klubu sportowego "Orlęta", które w 2007 r. przeszło gruntowną modernizację. Przy wylocie z miasta w kierunku Warszawy spotkać można Laboratorium Samochodów i Ciągników Politechniki Świętokrzyskiej, biurowiec Agencji Restrukturyzacji i Modernizacji Rolnictwa - Świętokrzyski Oddział Regionalny, a kilkadziesiąt metrów za granicą administracyjną miasta, na terenie Łąk małe hotele, pensjonaty, zakłady usługowe oraz składy materiałów budowlanych. W niedalekim sąsiedztwie tych obiektów bije źródełko zasilające Silnicę „św. Michała Archanioła”, zwane też „Źródełkiem na Stoczku”, które według miejscowej ludności posiada niezwykłe walory smakowe oraz właściwości lecznicze. Na terenie Dąbrowy znajduje się także kilka salonów samochodowych, m.in. Toyota, Volvo, (Skoda, Subaru), Ford i motocyklowych – Yamaha.
Obecnie trwają prace nad utworzeniem skweru w dolinie rzeki pomiędzy ul. Warszawską, boiskiem klubu sportowego, a ogródkami działkowymi przy ul. Północnej. W połowie listopada 2007 roku rozpoczęto pierwsze prace nad urządzaniem skweru – wycięto krzaki i spróchniałe drzewa. Planowana była także kompleksowa aranżacja skweru, m.in. wyposażenie go w alejki spacerowe i ławki, jednak obecnie nie są prowadzone żadne prace budowlane.
Na skraju części miejscowości – Kolonii, u podnóża góry Domaniówka w marcu 2011 roku oddano do użytku pięciogwiazdkowy Odyssey Club Hotel Wellness & SPA wraz z największym SPA w Polsce, skąd podziwiać można panoramę na położone w oddali Kielce. Po przeciwnej stronie, przy wylocie wschodnim z miasta w kierunku Masłowa Pierwszego przy ul. Szybowcowej, znajduje się hotel „Aviator Medical Wellness”.
W masłowskiej części Dąbrowy w zakładzie odlewniczym Jacka Guzery zostały odlane dwie kopie warszawskiej „Syrenki”. Jedna zastąpiła oryginał stojący na warszawskiej starówce, a drugą polskie władze podarowały Gruzji.

## Kościół pw. NMP Matki Kościoła
W II poł. XIX wieku mieszkańcom Dąbrowy do celów religijnych służyła mała drewniana kapliczka pw. Matki Boskiej Pocieszenia, którą w 1866 roku poświęcił bp Maciej Majerczak. Od 1983 roku rozpoczęto budowę nowego kościoła, poświęconego 20 września 1992 roku przez bpa Stanisława Szymeckiego.

## Zabytki

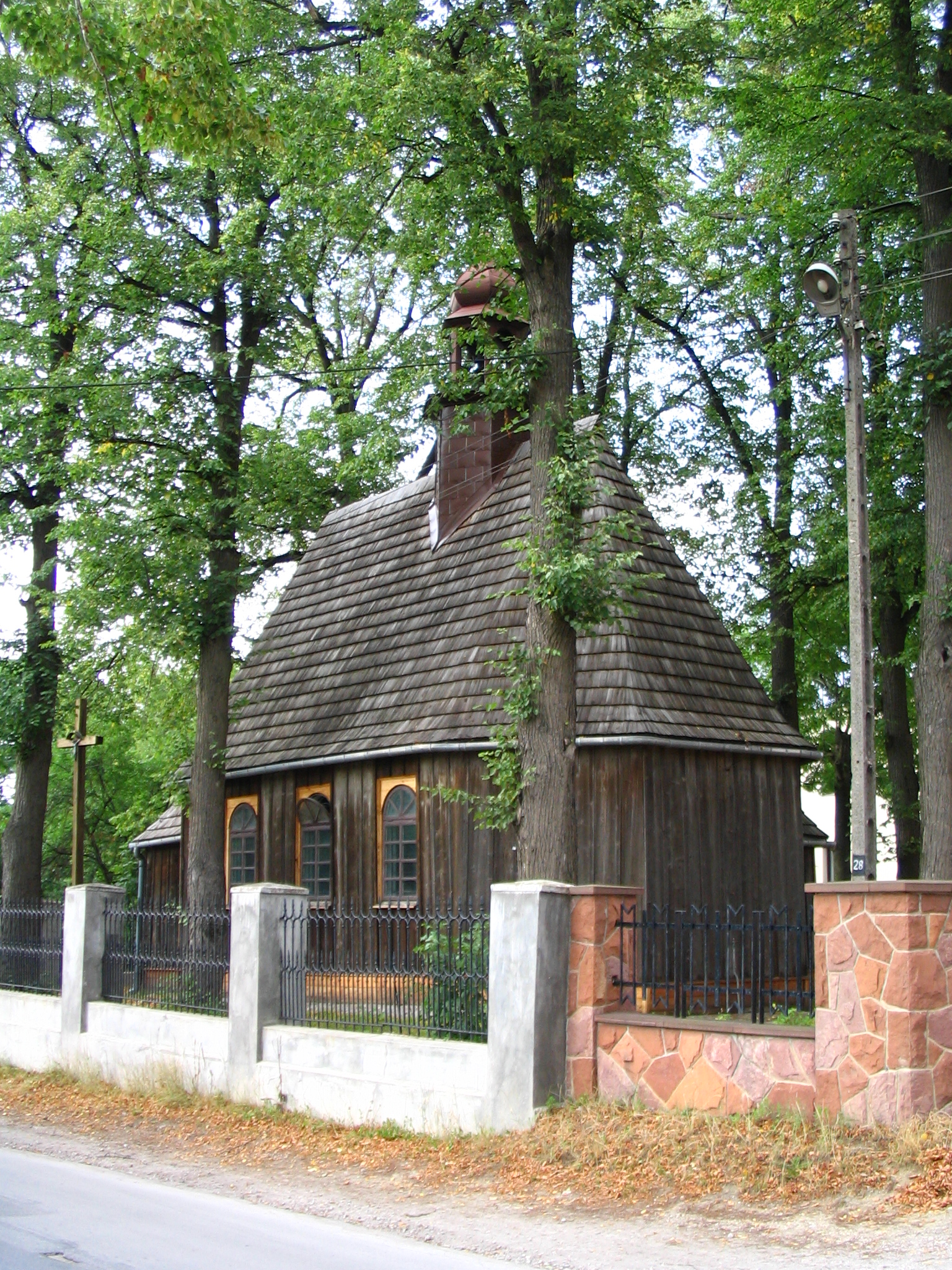
Zabytkowa drewniana kaplica

- Drewniana kaplica o konstrukcji zrębowej, 1866 r.; wpisana do rejestru zabytków nieruchomych (nr rej.: A.387 z 16.09.1972)[8].
- Dom nr 63, drewniany, ok. 1900 r.
- Dom nr 64, drewniany, ok. 1900 r.
- Dom nr 14, drewniany, ok. 1920 r.
- Piwnica w zagrodzie nr 40, murowano-drewniana, ok. 1939 r.
- Dróżnicówka w Dąbrowie-Koszarce, 1824-46 r.

## Historia[9]
Za założyciela Dąbrowy, która wówczas nosiła nazwę Sedlnicza uważa się kmiecia z Domaszowic Marcina Szowiłowicza. Powstała ona z inicjatywy ówczesnego krakowskiego biskupa Zbigniewa Oleśnickiego ok. roku 1438. Lokacja miejscowości nastąpiła na prawie średzkim, nad rzeką Silnicą, pomiędzy Domaszowicami a Masłowem Pierwszym.
Około roku 1613 w Dąbrowie zamieszkał pochodzący ze Skarżyska-Kamiennej Walenty Duracz. Poślubił on Cedrówkę i stąd kierował swoimi kuźnicami w Adamowie i Rudzie Strawczyńskiej, a po jakimś czasie uzyskał tytuł szlachcica.
Według danych z końca XVIII wieku Dąbrowa, podobnie jak sąsiednia wieś Szydłówek była bogata w złoża naturalne żelaza (syderyt, hematyt, limonit i sferosyderyt), które wykorzystywane było przez kuźnię w Samsonowie, Cedzynie oraz Brzezinkach (lub Brzezinach). Z uwagi na bogactwo rudy żelaza istnieje duże prawdopodobieństwo, że osadnictwo na tym terenie sięgało wczesnego średniowiecza. Brak kompleksowych badań archeologicznych powoduje, iż teza ta wciąż pozostaje nieudowodniona. Na terenie dzisiejszej Dąbrowy znaleziono jednak fragment naczyń glinianych z okresu średniowiecza oraz fragment brzuśca naczynia glinianego z okresu wpływów rzymskich. 
Dąbrowa jest bogata w złoża rud żelaza. Ostatnie próby poszukiwania złóż miały miejsce w 1958 r., kiedy to realizowano "projekt robót geologicznych dla zbadania rud żelaza w utworach kuwinu w rejonie Dąbrowy koło Kielc". Także w latach pięćdziesiątych XX wieku Krakowskie Przedsiębiorstwo Geologiczne Surowców Hutniczych prowadziło na terenie dawnej gminy Dąbrowa poszukiwania rudy miedzi. Zgodnie z 10 tomem „Studiów Muzealno-Historycznych” wydanym przez Muzeum Historii Kielc, art. pn. „Poszukiwania uranu w Miedzianej Górze i Kielcach”, można przypuszczać, że prace te były przykrywką do prowadzenia tajnych prac rozpoznawczych Zakładów R-1 związanych z poszukiwaniem złóż uranu służącego do produkcji broni atomowej ZSRR. Prace poszukiwawcze były prowadzone na terenie Grzbietu Szydłówkowskiego, gdzie obecnie znajduje się os. Świętokrzyskie. Nie obejmowały one jednak dawnej kopalni „Włodzimierz” przy dzisiejszej ul. Warszawskiej w rejonie sklepu Lidl. Wyniki badań pozwalały przypuszczać, że okruszcowanie uranowe złoża dąbrowskiego było niewielkie i nieopłacalne w eksploatacji.
Ludność chłopska w okresie od 29 września do 23 kwietnia każdego roku, tj. od dnia św. Michała Archanioła do św. Wojciecha była wolna od pańszczyzny. Przez pozostałe 7 miesięcy pracowali przy poszukiwaniu złóż kopalin. W 1789 r. wieś zamieszkiwało 155 mieszkańców, z czego 75 stanowili mężczyźni a 80 kobiety. Dysponowali oni 40 gospodarstwami, zaopatrzonymi w 3 konie, 76 wołów i 126 sztuk bydła.
Według Słownika geograficznego Królestwa Polskiego wydanego pod koniec XIX w. „Dąbrowa to wieś rządowa, powiat kieleckie, gmina Dąbrowa, parafia Kielce. Leży w dolinie, śród południowej odnogi pasma Łysogór w pobliżu Kielc i traktu bitego z Kielc do Radomia. Posiada szkołę wiejską i garbarnię. W 1827 r. było tu 57 domów i 304 mieszkańców”. Wydobywano tu wtedy glinkę ognioodporną oraz ołów.
Epidemia cholery w 1894 r. zabiła dwóch mieszkańców wsi, którzy zostali pochowani w mogile na stoku Świniej Góry, zwanej cmentarzem cholerycznym, który służył wówczas za miejsce pochówku dla mieszkańców gminy Dąbrowa i Kielc. Obecnie mogiła znajduje się w zarządzie ogródków działkowych „Zielona Dolina”.
W Dąbrowie urodził się Łukasz Kumor (ur. 21 września 1907, zm. 11 października 1968) nauczyciel, organizator tajnego nauczania, działacz PTTK. Został pochowany na Cmentarzu Partyzanckim w Kielcach.
W roku 1919 wybrano na posła z listy Związku Ludowo-Narodowego (endecja) Dominika Tutaja z Dąbrowy. Według spisu z 30 września 1921 roku wioska liczyła 1178 mieszkańców.
W 1928 roku pisarz gminny Michał Ożarowski został odznaczony Brązowym Krzyżem Zasługi za „zasługi na polu społecznym i samorządowym”.
Przed II wojną światową Dąbrowa była siedzibą gminy. Południowa granica gminy sięgała do nieistniejącej już linii kolejowej, prowadzącej do wsi Daleszyce. Dzisiaj na terenach dawnej gminy Dąbrowa zlokalizowane są takie osiedla, jak np. Nowy Folwark, Bocianek, Słoneczne Wzgórze, os. Świętokrzyskie i Na Stoku, Szydłówek, Uroczysko, os. Związkowiec oraz Sieje.
Po wojnie obszar Kielc był sukcesywnie poszerzany m.in. w kierunku Dąbrowy. Pozostała jej część została włączona do sąsiedniej gminy Masłów.

## Komunikacja
Przez Dąbrowę przechodzą cztery arterie: ul. Witosa – droga wojewódzka nr 762 (od 1 stycznia 2023 roku), ul. Pilotów (d. Szybowcowa) – droga wojewódzka nr 745 oraz dwie prowadzące na Warszawę: ul. Warszawska oraz ul. Radomska (droga krajowa nr 73). Obecnie trwają prace projektowe nad modernizacją i dobudową wschodniej jezdni ul. Radomskiej na odcinku od ul. Wschodniej do wylotu z miasta i podniesienie jej rangi do drogi ruchu przyspieszonego – GP. W ramach planów połączenia ulic Witosa i Warszawskiej z Radomską, wybudowano ulicę Dywizjonu 303 (d. Nowoszybowcową).
Dojazd do Dąbrowy z drogi ekspresowej S7 możliwy jest po "odbiciu" na lewo, w kierunku Kielc, a od południa drogą krajową nr 73. Komunikację zapewniają linie autobusowe kieleckiego ZTM (linie 5, 7, 12, 33, 103 i 104) oraz prywatni przewoźnicy kursujący na trasie z Kielc do Skarżyska-Kamiennej.

## Osiedle Dąbrowa

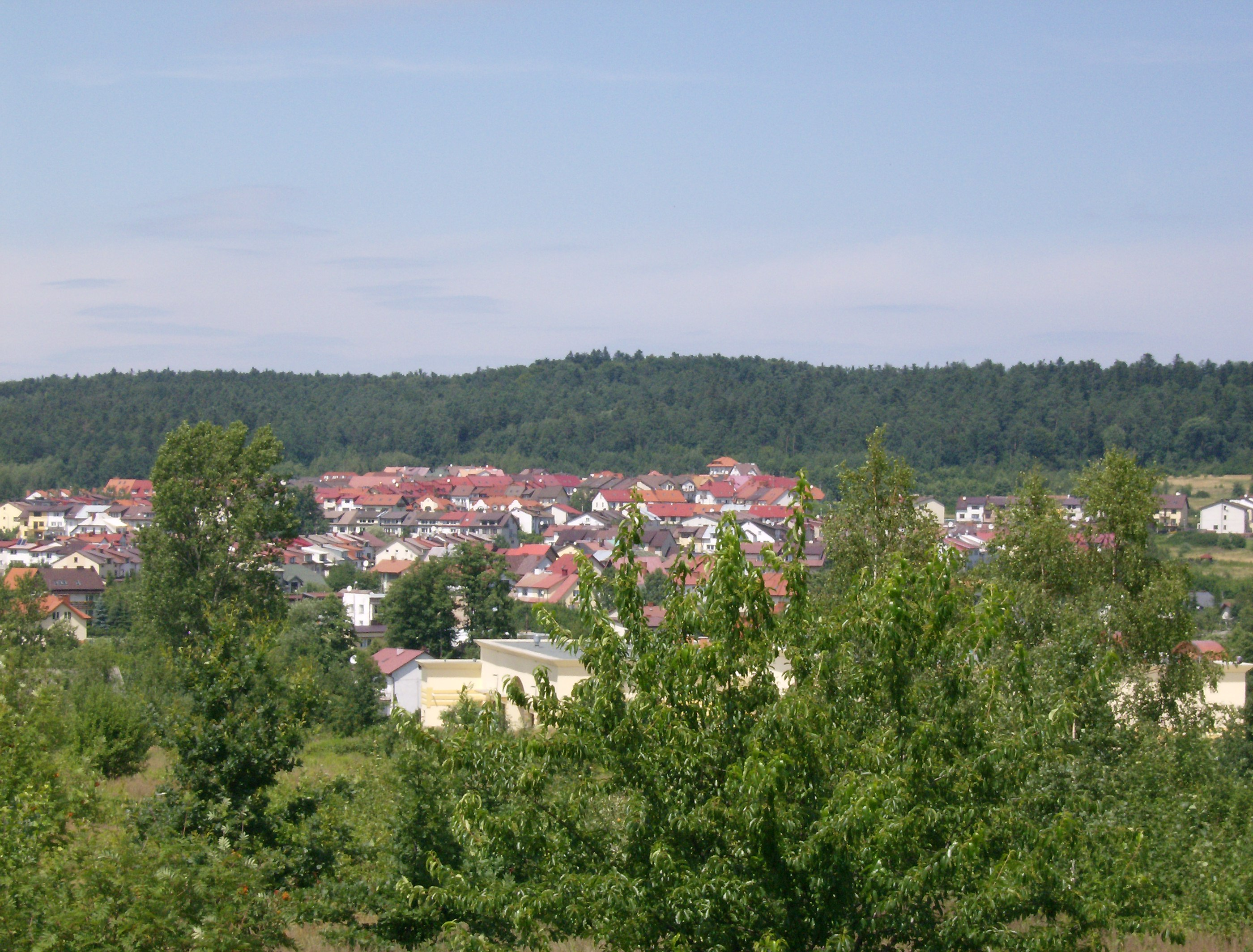
Osiedle Dąbrowa

Wizytówką Dąbrowy jest os. "Dąbrowa", zlokalizowane u podnóża Wierzejskiej na północy miasta. Teren "Dąbrowy II" (wschodnia część) od północy ograniczony jest lasem, na zachodzie sąsiaduje z już istniejącym os. "Dąbrowa I" (część zachodnia). Obszar ten posiada miejscowy plan zagospodarowania przestrzennego w przeciwieństwie do pozostałej części Dąbrowy.
Dąbrowa ma się stać osiedlem na wzór amerykański. W centralnym punkcie osiedla znajdzie się Rynek (4 tys. m²). Zabudowa mieszkaniowa (budynki mieszkalno-usługowe) rozchodzić się będzie od niego w sposób promienisty. Plany obejmują budowę domów jedno- i wielorodzinnych, niewielkiego biurowca oraz innych budynków użyteczności publicznej: szkoły, przedszkola, żłobka, kościoła.
W czerwcu 2006 roku rozpoczęto komasację gruntów, która zakończyła się na przełomie marca i kwietnia 2007 roku. Rozpoczęcie budowy osiedla miało się rozpocząć w połowie 2008 roku od uzbrojenia tego obszaru miasta, jednak wówczas wzniesiony został jedynie kościół parafialny. Ostatecznie prace nad budową dróg pod zabudowę Dąbrowy II rozpoczęto w 2022 roku. W grudniu 2023 roku zakończono budowę przedłużenia ul. Wincentego z Kielc do ul. Warszawskiej wraz z nową pętlą autobusową. 19 maja 2024 roku przeniesiono linię 33 z ul. Witosa na nowy fragment ulicy Wincentego z Kielc. W  późniejszym czasie zmieniono również trasę linii 103 i 104 poprzez uwzględnienie przejazdu przez nowy fragment ulicy.

## Sport
W 1950 roku w Dąbrowie powstał klub piłkarski, który od 1953 jako LZS Dąbrowa rywalizował w klasie C. W latach 60. nazwa została zmieniona na Orlęta, a zespół zajmował czołowe miejsca w tabeli. W sezonie 1969/1970 drużyna wywalczyła awans do klasy B, a rok później do klasy A. Dwa lata później klub został zdegradowany, lecz szybko uzyskał promocję i w A-klasowych rozgrywkach występował do 1983 roku.
W latach 1983–1985 klub rywalizował w piłkarskiej klasie B, a w sezonie 1985/1986 jako Orlęta/Atest uczestniczył w rozgrywkach klasy A. W 1986 roku drużyna powróciła do starej nazwy pod którą bez większych sukcesów grała w rozgrywkach mistrzowskich. Awans do klasy okręgowej wywalczyła po pięciu latach (1991), lecz fuzja z rezerwami Korony Kielce (sezon 1992/1993) spowodowała spadek zespołu do klasy A. W sezonie 1997/1998 Orlęta, wyprzedzając w końcówce rozgrywek Stal Kunów, ponownie znalazły się w klasie okręgowej. W 2000 roku, po reorganizacji rozgrywek, zespół trafił do IV ligi świętokrzyskiej, która początkowo stanowiła czwarty poziom rozgrywek, a od 2008 piąty. W 2010 roku Orlęta wywalczyły awans do III ligi małopolsko-świętokrzyskiej. W 2016 roku na miejscu starego budynku klubu sportowego "Orlęta" (uprzednio dawna remiza strażacka) wybudowano nową halę sportową oraz zmodernizowano płytę boiska do gry w piłkę nożną. W 2023 roku wybudowane nowe boisku dla klubu. 
Zawodnikami Orląt byli m.in. Piotr Stokowiec, Krzysztof Stocki, Paweł Kozak, Krzysztof Dziubel.